# Тахений, Отто
Отто Тахений (1610—1680 или 1670) — немецкий врач, фармацевт, представитель иатрохимии, ученик и последователь Француа де ле Боэ Сильвия.

## Биография
Родился в Херфорде, Вестфалия. Изучал торговлю и аптечное дело в Лемго. Некоторое время работал ассистентом аптекаря в разных городах Германии. С 1644 г. изучал медицину в Италии. После получения в Падуе степени доктора медицины, переселился в Венецию, где вел медицинскую практику и занимался литературной деятельностью.
Утверждал, что все соли состоят из какой-либо кислоты и какой-либо щелочи. Из этих двух «универсальных принципов» составлены все тела мира.
Разработал некоторые приемы химического анализа и использовал индикаторы-реактивы для качественного, а весы — для количественного анализа.
При помощи весов Тахений установил, что при обжиге свинца с образованием сурика вес сурика на 1/10 превышает вес исходного свинца, а после восстановления сурика полученный свинец весит столько же, сколько весил исходный свинец. Увеличение веса металлов при кальцинации Тахений объяснил поглощением «кислоты», содержащейся в топливе, например в древесине, при горении которой производится обжиг металлов.
Высказал правильное предположение, что жиры содержат скрытую кислоту.
Тахения можно считать одним из основоположников аналитической химии. Впрочем, основное внимание в его сочинениях уделяется чисто медицинским вопросам.